# آرثر ويليام براون
آرثر ويليام براون (بالإنجليزية: Arthur William Brown)‏ هو رسام توضيحي كندي، ولد في 1881، وتوفي في 1966.